# Dries Riphagen
Dries Riphagen, né Bernard Andreas Riphagen le 7 septembre 1909 à Amsterdam et mort le 13 mai 1973 à Glion (Suisse), est un criminel néerlandais ayant collaboré avec les Nazis pendant la Seconde Guerre mondiale.
Habile manipulateur, il a l'habitude de dépouiller de leurs biens les familles juives (bijoux, tableaux de maître...) qu'on lui dénonce avant qu'elles ne soient déportées, tout en se servant de l'administration allemande (Sicherheitsdienst - connu sous l'abréviation SD) pour gagner sur les deux tableaux.

## Biographie

### Une jeunesse dans la délinquance
Dries Riphagen est né dans une famille d'Amsterdam. 8e enfant de la fratrie, son père alcoolique travaille pour la marine et sa mère s'occupe de ses enfants. Elle meurt alors que le benjamin n'est âgé que de 6 ans. Alors, son père se remarie.
À l'âge de 14 ans, Dries Riphagen est envoyé à l'école navale de Pollux (Lagere Zeevaartschool Pollux en néerlandais), où il navigue en mer de 1923 à 1924 en tant que marin ordinaire. Il a ensuite passé deux ans aux États-Unis, travaillant pour la Standard Oil. Il entre en contact avec les circuits criminels locaux et y acquiert une expérience. Son surnom « Al Capone » vient de son séjour.
Après son retour aux Pays-Bas, Riphagen rejoint le Parti-national socialiste des travailleurs néerlandais (une branche du NSDAP allemand), un parti minoritaire extrêmement antisémite dont le but était de faire des Pays-Bas une partie de l'Empire allemand en tant que province. Riphagen est devenu une figure éminente de la police d'Amsterdam et un proxénète bien connu de Rembrandtplein. Il a développé un goût pour les bijoux, les pierres précieuses et le jeu, tout en revendant des voitures (parfois volées).

### Occupation allemande
Pendant l'occupation, il a travaillé de manière lucrative avec diverses agences allemandes, d'abord en tant que membre de Colonne Henneicke (nl) pour le Sicherheitsdienst puis il obtient un poste au Bureau des affaires juives. Il doit enquêter dans le but de traquer les juifs de la capitale toujours cachés. Son salaire provient directement des arrestations : il reçoit une prime de 10% sur les biens confisqués.
Dries Riphagen a joué un rôle important dans l'ouverture partielle du Personal Records Center en 1944, où il participe à la découverte d'une fraude à la carte d'identité ayant mené à la mort du résistant Gerhard Badrian (nl) grâce à l'aide de Betje Wery.

### Après-guerre
Recherché en mars 1945 par la police pour haute trahison et trahison des Juifs, le ministère public le reconnaît comme responsable de la mort de 200 juifs. Alors il contacte l'ancien Résistant et chef de la police d'Enschede, Wim Sanders. Les deux hommes ayant passé un accord, Dries Riphagen n'a pas été remis à la justice, mais placé en résidence surveillée en échange d'informations sur d'autres collaborateurs. Lui et sa famille étaient logés au domicile de Frederik Kerkhoven, détective à la BNV.
En février 1946, il réussit à s'échapper des Pays-Bas pour l'Argentine, même destination qu'Adolf Eichmann. Proche du Président Juan Perón, il y reste jusque dans les années 1950 lorsque le Président doit s'exiler en Europe. L'homme en profite pour voyager dans divers pays : Espagne, Allemagne et Suisse. S'entourant des plus grandes fortunes, sa dernière adresse connue est à Madrid.
Il meurt en 1973, des suites d'un cancer dans une clinique de Montreux.

### Jugement?
Riphagen n'a jamais été jugé et n'a donc jamais été reconnu coupable de ses crimes. En 1997, deux journalistes (Bart Middelburg - né en 1956 - et René ter Steege) révèlent que Riphagen a réussi à s'échapper des Pays-Bas grâce à l'aide du Bureau Nationale Veiligheid (nl), ancêtre de l'actuel service des renseignements extérieurs du BVD (Algemene Inlichtingen- en Veiligheidsdienst).

### État matrimonial
Riphagen a été marié quatre fois. Une fille est née de son premier mariage. De ses deuxième et troisième mariages il n'a pas eu d'enfant. Un fils Robert Andreas est né du quatrième mariage avec Margaretha Johanna Ros en 1943.

## Film
En septembre 2016 est sorti Riphagen, un film néerlandais réalisé par Pieter Kuijpers. Le rôle-titre est interprété par Jeroen van Koningsbrugge. Le film est diffusé sur Netflix depuis octobre 2016.